# Тронгса (провинция)
Тронгса (дзонг-кэ ཀྲོང་གསར་, вайли krong-gsar) — одна из девяти исторических провинций Бутана.
Центром провинции являлся Тронгса-дзонг, вокруг которого вырос город Тронгса. Провинцией управлял Тронгса-пенлоп.

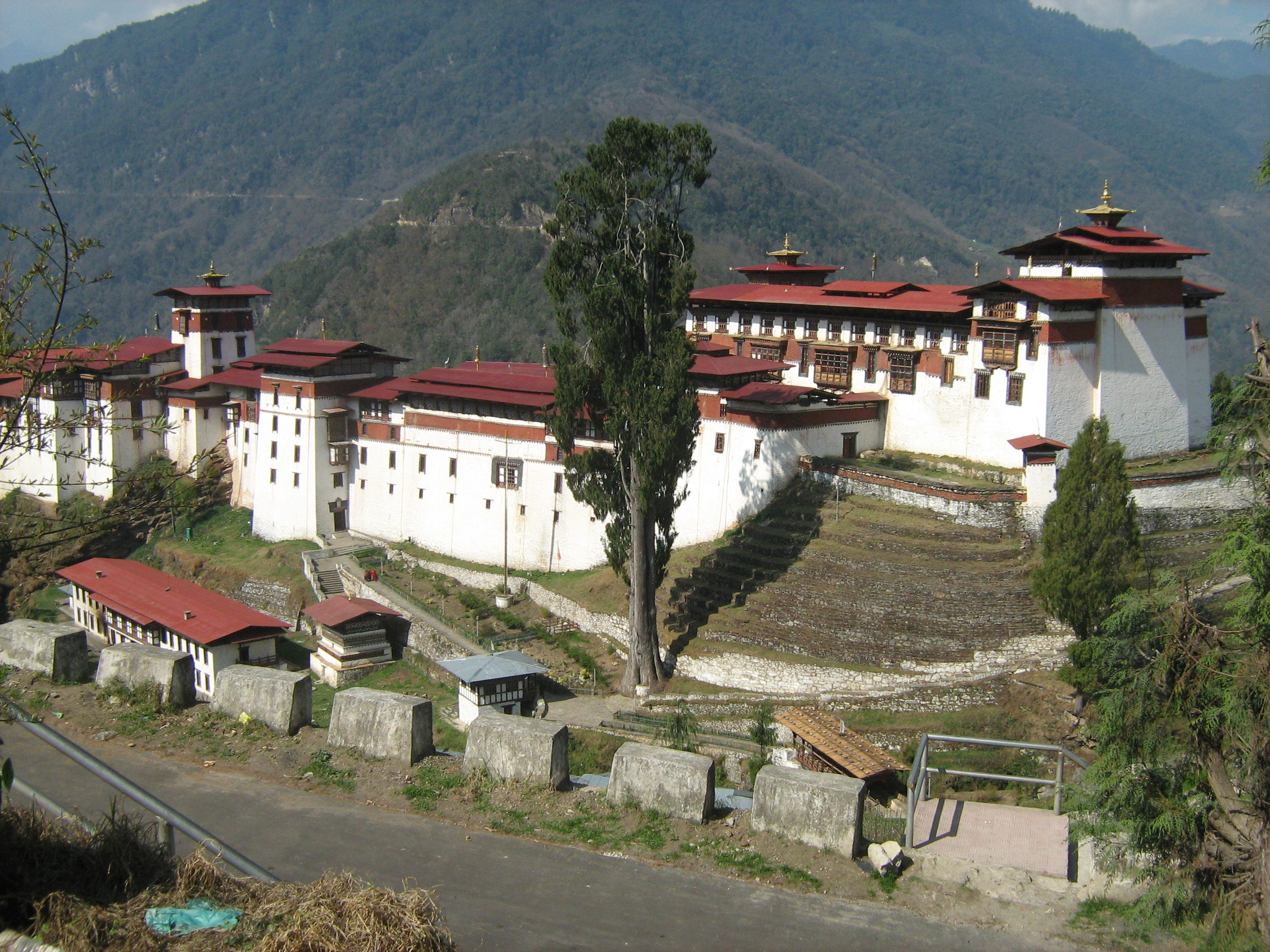
Тронгса-дзонг, административный центр провинции Тронгса